# Кьети (женский баскетбольный клуб)
 Центро Университарио Спортиво Кьети  — итальянский женский баскетбольный клуб из Кьети, Абруццо.

## История
Баскетбольный клуб из Кьети в элитном дивизионе «Серия А1» стал выступать с сезона 1996/97, где участвовал 8 лет. Лучшим результатом было 6-е место, которая команда занимала три сезона подряд (2000—03). Вылетев из элиты в 2005 году, команда вернулась спустя 7 лет и в первом сезоне заняла 7-е место. В следующем розыгрыше национального первенства (2013/14) после 18 тура «ЦУС Кьети»  был исключён из состава участников, из-за неуплаты части взноса для участия в чемпионате Италии. 

### Чемпионат и Кубок Италии
| Сезон   | Лига       | Место    | Примечания           |
| ------- | ---------- | -------- | -------------------- |
| 1997/98 | Серия «А1» | 8        |                      |
| 1998/99 | Серия «А1» | 8        |                      |
| 1999/00 | Серия «А1» | 11       |                      |
| 2000/01 | Серия «А1» | 6        |                      |
| 2001/02 | Серия «А1» | 6        |                      |
| 2002/03 | Серия «А1» | 6        |                      |
| 2003/04 | Серия «А1» | 8        |                      |
| 2004/05 | Серия «А1» | 12       | Вылетел в Серию «А2» |
| 2005/06 | Серия «А2» | 3        |                      |
| 2006/07 | Серия «В»* | 1        | Вышел в Серию «А2»   |
| 2007/08 | Серия «А2» | 3        |                      |
| 2008/09 | Серия «А2» | 9        |                      |
| 2009/10 | Серия «А2» | 9        |                      |
| 2010/11 | Серия «А2» | 3        |                      |
| 2011/12 | Серия «А2» | 1        | Вышел в Серию «А1»   |
| 2012/13 | Серия «А1» | 7        |                      |
| 2013/14 | Серия «А1» | исключён |                      |

* - после того как команда отказалась выйти на площадку в третьей игре плей-оффа сезона 2005/06, Итальянская федерация баскетбола на следующий сезон исключила её из состава участников «Серии А2».